# Carex pulicaris
Laîche puce, Carex pucier
Espèce
Synonymes
- Carex psyllophora Ehrh. ex L.f., 1782
- Caricinella pulicaris (L.) St.-Lag., 1889
- Psyllophora pulicaris (L.) Schur, 1866
- Psyllophora puliciformis Friche-Joset & Montandon, 1856
- Psyllophora vulgaris Heuff., 1844
- Vignea pulicaris (L.) Rchb., 1830[1]

Carex pulicaris, de nom commun Laîche puce ou Carex pucier, est une espèce de plantes vivace de la famille des Cyperaceae et du genre Carex.

## Étymologie
« Carex » vient « du latin carere, manquer : épi supérieur ordinairement mâle et manquant de graines ; ou du grec cairô, je coupe, ou bien encore carax, fossé : plantes souvent à feuilles coupantes et croissant dans les fossés (Coste) ». Pulicaris signifie « puce ».

## Description

### Appareil végétatif

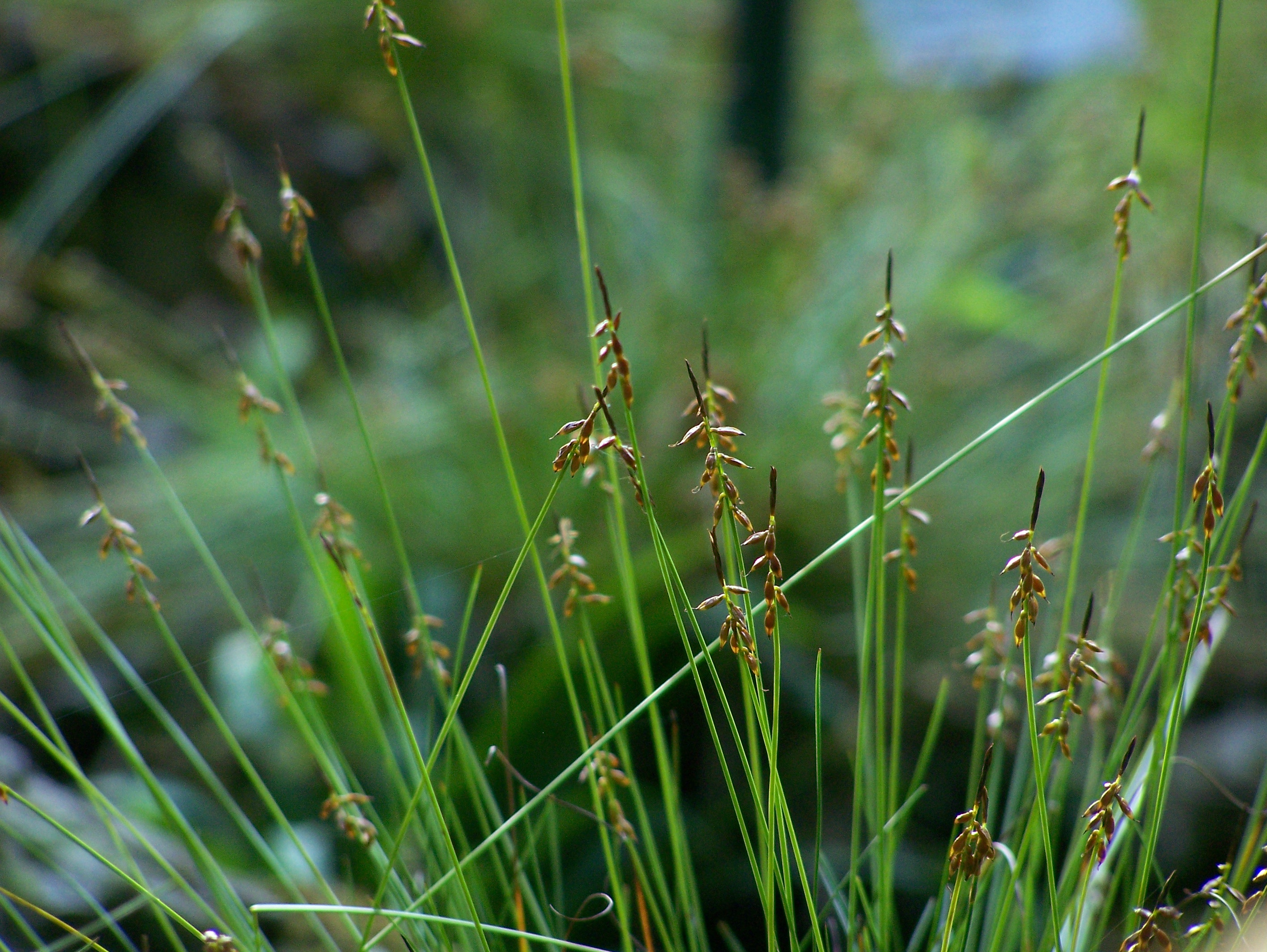
Aspect général.

La Laîche puce est une plante vivace, monoïque, cespiteuse, de 5 à 30 cm de hauteur, à tiges grêles, dressées, légèrement trigones, et lisses. Les feuilles sont fines, égalant environ la tige, à bords enroulés.

### Appareil reproducteur

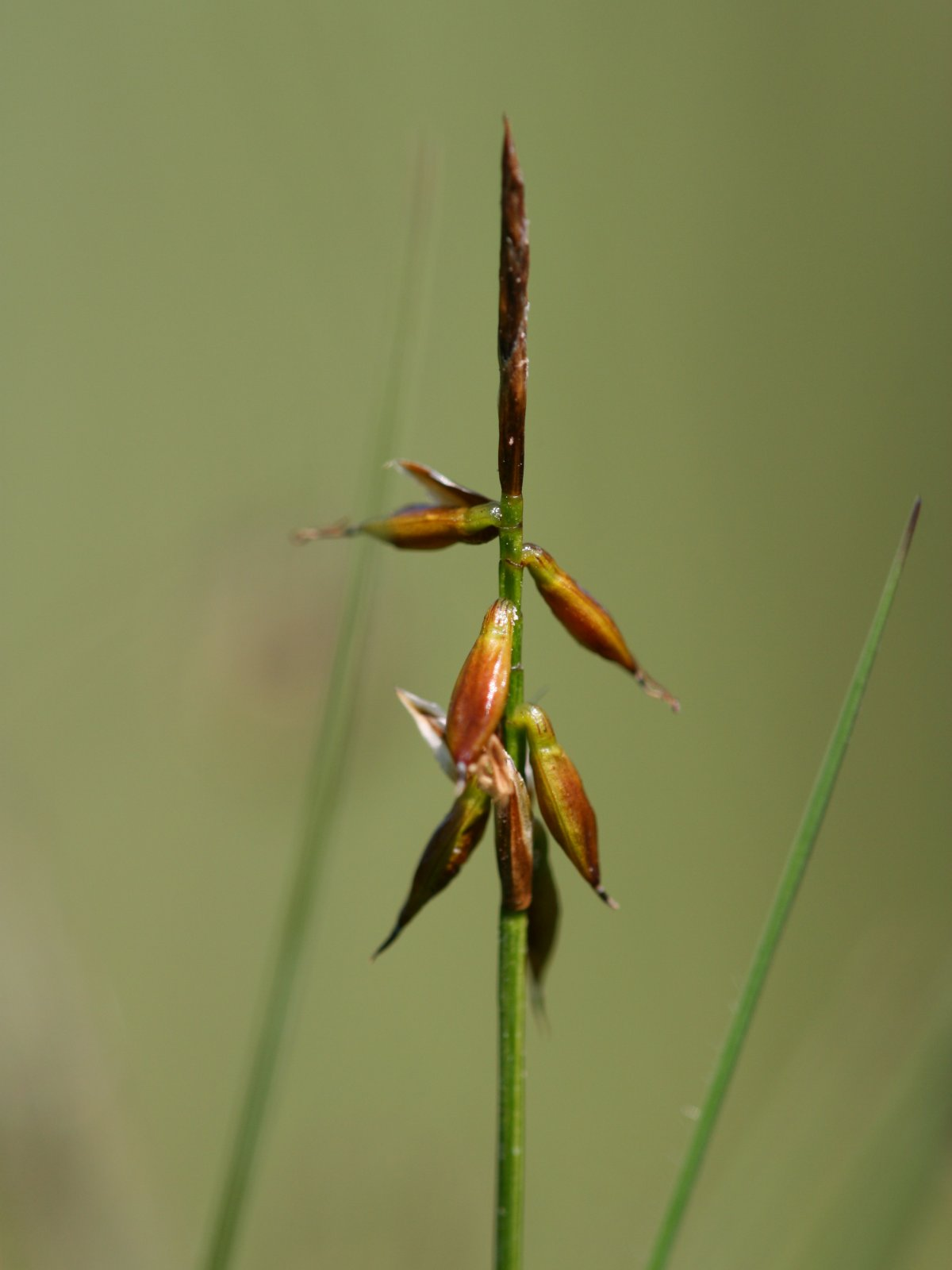
Épi.

L'inflorescence est constituée d'un seul épi dressé ; les fleurs mâles sont situées à l'extrémité ; les fleurs femelles sont sous-jacentes, très lâches, brunes, dressées, puis se positionnant à l'horizontale. Les écailles femelles sont brunes à marge scarieuse, oblongues et obtuses, un peu plus courtes que les utricules ; les écailles mâles sont ovale-allongées et aiguës. L'utricule est d'environ 5,5 mm de longueur, brun orangé, luisant, pédicellé, en fuseau allongé, terminés en un bec court blanchâtre ; les stigmates sont au nombre de deux. La floraison a lieu en mai et juin.

### Confusions possibles

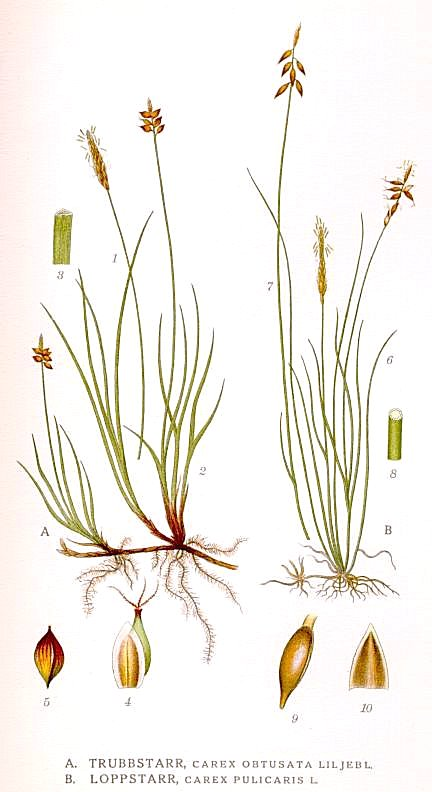
Illustration botanique de Carex pulicaris (droite) à côté de Carex obtusata (gauche).

La Laîche puce peut être confondue avec les formes monoïques de Carex davalliana, dont l'utricule est plus renflé à la base et non pédicellé.

## Habitat et écologie
Hémicryptophyte, cespiteuse, l'espèce pousse dans les prairies humides, marécageuses à tourbeuses, sur les bords de ruisseaux, zones ravinées ou décapées ; généralement sur sols siliceux. Elle se rencontre jusqu'à 2 500 m d'altitude.

## Répartition
C'est une espèce eurasiatique, présente de l'Espagne jusqu'en Sibérie et Caucase. Elle est disséminée dans presque toute la France, rare dans la région méditerranéenne.

## Menaces et conservation
C'est une plante en régression du fait de la dégradation des zones humides ; elle est notamment victime de l'artificialisation des cours d'eau et du drainage de ses milieux. À l'échelle de la France, l'espèce est en « préoccupation mineure » (LC), mais est « en danger » (EN) en Île-de-France, Haute-Normandie, Picardie et Lorraine.